# Christopher Schorch
Christopher Schorch (Halle an der Saale, 30 gennaio 1989) è un ex calciatore tedesco, di ruolo difensore.

## Palmarès

### Club

#### Competizioni nazionali
- 2. Fußball-Bundesliga: 1

Colonia: 2013-2014